# Jerry Westerweel
Jerry Westerweel (Rotterdam, 4 december 1964) is hoogleraar werktuigbouwkunde aan de Technische Universiteit Delft.

## Loopbaan en Erkenning
Na de middelbare school studeerde Westerweel technische natuurkunde in Delft. Hij promoveerde cum laude in 1993 in Delft op een proefschrift over een optische meetmethode in de stromingsleer voor het bestuderen van de structuren die optreden in turbulente stromingen. Na zijn promotie was hij als Akademie-onderzoeker van de KNAW werkzaam als onderzoeker aan de Stanford University en het California Institute of Technology. In december 2001 werd hij benoemd tot Anthoni van Leeuwenhoek hoogleraar aan de Technische Universiteit Delft. Sinds 2005 bekleedt hij de leerstoel op het gebied van stromingsleer aan dezelfde universiteit. Hij geeft leiding aan het Laboratorium voor Aero- & Hydrodynamica. Hij was in 2007 de Burgers 'visiting professor' aan de University of Maryland. Sinds 2012 is hij een van de hoofd-editors van het wetenschappelijke tijdschrift Experiments in Fluids. In 2016 heeft hij samen met Bendiks Jan Boersma het boek 'Turbulentie' van Frans Nieuwstadt bijgewerkt en vertaald naar het Engels. Dit boek ontving de 'Textbook Excellence Award' in 2017. Voor zijn uitzonderlijke bijdragen aan de ontwikkeling en toepassing 'particle image velocimetry' ontving hij in 2019 de 'Ronald J. Adrian Award'.

## Onderzoeksgebieden
De onderzoeksgebieden waar Westerweel zich mee bezighoudt zijn: turbulentie en coherente structuren, turbulente menging, gedispergeerde meerfasen-stromingen, microfluidica, biologische stromingen, en stromingsleer in sport. Hij ontwikkelt optische methoden for kwantitatieve metingen in stromingen, met name particle image velocimetry (Artikel in Engelstalige Wikipedia), planar laser-induced fluorescence, en holografie.

## Publicaties (selectie)
- Westerweel, J, Digital Particle Image Velocimetry — Theory and Application. Delft University Press (1993).  ISBN 90-6275-881-9
- Adrian, R.J. en Westerweel, J. (2011). Particle Image Velocimetry. Cambridge: Cambridge University Press. ISBN 978-0-521-44008-0.
- Hof, B., Westerweel, J., Schneider, T. en Eckhardt, B. (2006) “Finite lifetime of turbulence in shear flows” Nature 443, pp. 59–62.
- Westerweel, J., Fukushima, C., Pedersen, J.M. en Hunt, J.C.R. (2005) “Mechanics of the turbulent/non-turbulent interface of a jet” Phys. Rev. Lett. 95, 174501.
- Hof, B., Doorne, C.W.H. van, Westerweel, J., Nieuwstadt, F.T.M., Faisst, H., Eckhardt, Wedin, H., Kerswell, R.R. en Waleffe, F. (2004) “Experimental observation of non-linear traveling waves in turbulent pipe flow” Science 305, pp. 1594–1598.
- Vennemann, P., Kiger, K.T., Groenendijk, B.C.W., Stekelenburg-de Vos, S., Hagen, T.L.M. ten, Lindken, R., Ursem, N.T.C., Poelmann, R.E., Westerweel, J. en Hierck, B.P. (2006) “In vivo micro particle image velocimetry measurements of blood-plasma in the embryonic avian heart.” J. Biomech. 39, pp. 1191–1200
- Westerweel, J. (1997) "Fundamentals of digital particle image velocimetry" Meas. Sci. Technol. 8, pp. 1379–1392.
- Eggels, J.G.M., Unger, F., Weiss, M.H., Westerweel, J., Adrian, R.J., Friedrich, R. en Nieuwstadt, F.T.M. (1994) "Fully developed turbulent pipe flow: a comparison between direct numerical simulation and experiment" J. Fluid Mech. 268, pp. 175–209.
- Nieuwstadt, F.T.M., Boersma, B.J. en Westerweel, J. (2016). Turbulence — Introduction to Theory and Applications of Turbulent Flows. Springer. ISBN 978-3-319-31597-3 (Print) ISBN 978-3-319-31599-7 (Online)